# Marquesa de la Guàrdia
Marquesa de la Guàrdia   (segle XIII - Alguaire, 1268 (Gregorià)) o Marquesa de Cervera fou benefactora, pledejant, doble comanadora dels monestirs de Sant Joan de Cervera i Sant Joan d'Alguaire.

## Biografia
Era filla de Ramon de Cervera, senyor de Gebut i Algerri, i de Timbor d'Anglesola. L'any 1223 els seus pares la van casar amb el cavaller Guillem de la Guàrdia, senyor del Castell de la Guàrdia Lada, i li van atorgar un dot de mil morabatins d'or alfonsins. Per la seva banda, Guillem,el qual va morir abans de 1245, li donà uns altres cinc-cents morabatins en concepte d'esponsalici i els hi assegurà damunt del castell de Guàrdia Lada.
La casa de Cervera estava emparentada amb alguns dels llinatges més importants de la Catalunya del moment, inclosa la casa comtal d'Urgell i la família reial (l'avi de Marquesa, Ponç II de Cervera, es va casar amb Almodis, una filla del comte de Barcelona Ramon Berenguer III i de la comtessa Dolça de Provença).
El matrimoni va tenir dues filles, Mateva i Guerava, però la vida en comú no va arribar als vint anys, perquè el 1240 Marquesa ja era vídua. D'acord amb el costum, en quedar-se vídua, ingressà a l'orde de Sant Joan de Jerusalem, fet que la va portar a prendre'n l'hàbit, juntament amb la seva filla Guerava de Guàrdia, i altres cinc senyores nobles (Ermesendis de Castellnou, Marquesa de Rajadell, Ermesendis d'Odena, Elicsendis d'Alentorn i Ermesendis d'Ofegat).
El 17 d'agost de 1245 apareix el seu nomenament com a comanadora del monestir de Sant Joan de Cervera. L'Hospital li va concedir oficialment aquesta casa amb tota la seva batllia, que constava aleshores dels castells de Benviure, de Llorac i de l'Ametlla de Segarra, juntament amb totes les seves possessions, les rendes i els drets. Aquell mateix dia, Marquesa va obtenir la potestat d'acceptar o canviar els frares, donats i monges de Cervera que volgués, així com la de nomenar el comanador que desitgés mentre no ocupés una altra comanda. Al mateix temps es va determinar que no tingués amb ella més de sis monges i que quedés sotmesa a la castellania d'Amposta i del capítol general que anualment se celebrava en aquella localitat, i que donés al castellà d'Amposta vuitanta morabatins alfonsins anuals per la batllia de Cervera. Però totes aquestes disposicions van ser anteriors a l'establiment real de la comunitat femenina a Alguaire. Marquesa encara residia a Cervera, ja que pel que sembla, el de monestir femení d'Alguaire no es va començar a edificar abans del 23 de juliol de 1250, el dia que l'orde santjoanista renovà a Marquesa i a la seva filla Guerava la comanda de Cervera amb castells de l'Ametlla i de Llorac, i els concedí la d'Alguaire amb les viles i els castells de la Portadella i de Ratera.
No hi ha dubte que Marquesa era oriünda de Cervera i que ingressà inicialment a la casa que l'Hospital tenia en aquesta localitat, d'on es va convertir en superiora amb la dignitat màxima de comanadora, únicament utilitzada per ella. A partir d'aquí va sorgir el nucli fundacional del nou convent femení d'Alguaire.
Va actuar, doncs, com a comanadora de les dues cases, la de Cervera i la d'Alguaire. Aquesta circumstància mai no va representar un obstacle perquè en diverses ocasions intervingués a títol personal en operacions econòmiques que acabarien revertint en l'orde santjoanista i en part en el monestir d'Alguaire, per la seva pròpia donació. Com que la filla que s'havia casat, Mateva, va morir sense descendència i l'altra filla, Guerava, havia ingressat com a monja, els béns del matrimoni entre Marquesa i Ramon van passar a l'orde santjoanista.
Marquesa va compartir amb la seva filla Guerava, que va ser la priora, l'administració del patrimoni conventual sense abandonar mai la casa de Cervera d'on procedia i va contribuir de manera decisiva a l'enriquiment del monestir amb donacions pròpies.
Un fet privat en el qual va intervenir va ser la compra del castell i vila de Gatmullat amb els seus habitants, drets i pertinences, que va adquirir el 5 de març de 1251 a Hug de Cervià, banquer i ciutadà de Lleida. La meitat de l'adquisició seria per a ella en franc alou i l'altra meitat quedaria obligada a l'orde de Sant Joan pel cens de cent sous jaquesos anuals. El preu de la compra pujà a la important suma de mil masmudines d'or. Però tot just un any després, el 24 de gener de 1252. Marquesa va cedir al seu monestir d'Alguaire el castell i la vila de Gatmullat «titulo perfecte donacionis inter vivos».
El 22 de novembre de 1253 tornà a actuar a títol individual amb el qualificatiu de vídua de Guillem de la Guàrdia. Va comprar a Ponç de Cervera i a la seva esposa Romia dotze masos situats als termes de Passanant, de Glorieta i de la Sala, així com el delme, les rendes i els drets i possessions de Comalats, en va pagar dos mil vuit-cents sous barcelonesos de recte doblenc.
Però aquestes actuacions la van menar a un plet amb l'orde de l'Hospital. El setembre de 1254 Marquesa, a través del seu procurador, Pere de Soler, va apel·lar a l'arquebisbe de Tarragona perquè fra Ramon de Balb, representant legal de la seva filla Guerava, priora d'Alguaire, sostenia que Marquesa, en haver professat en l'orde hospitaler, no tenia dret als castells de l'Ametlla, de Llorac i de Benviure per a ella, sinó per al seu orde.
Sembla que Marquesa mantenia una actitud de llibertat d'acció més pròpia d'èpoques pretèrites. També va tenir alguna topada amb l'Hospital per la possessió de la quarta part dels castells de l'Espluga de Francolí Inferior i Belltall, que Marquesa tenia per llegat testamentari de la seva filla Mateva. La contesa s'acabà amb la renúncia de Marquesa a pledejar i la donació d'aquests drets a l'Hospital. Aquests litigis no van fer desistir Marquesa dels seus negocis privats. Un diploma del 18 de setembre de 1265 és el rebut signat per Bernat de Bell-lloc en què es reconeixia pagat de deu sous jaquesos que Marquesa li devia per la compra d'un fort a la vila d'Albesa.
L'abundància de plets va ser una característica de la comanda de Marquesa i el priorat de la seva filla a Alguaire que correspon a l'etapa fundacional. Litigis que estaven relacionats amb les propietats que havien estat del seu espòs i de la seva filla Mateva.
Un altre exemple és el cas del nebot del seu marit, Guillem d'Aguiló, que el 17 d'octubre de 1252 reclamava la possessió dels castells de Guàrdia Lada, de Segura i de l'Espluga de Francolí Superior i Inferior emparant-se en el testament del seu oncle Guillem de la Guàrdia. Davant d'aquesta demanda, fra Guillem de Rubió, prior de la casa de l'Hospital d'Alguaire, i procurador constituït en la contesa per fra Pere de Granyera, comanador de Banyoles i vicecastellà d'Amposta, replicà que Marquesa i Guerava, esposa i filla de Guillem de la Guàrdia, i monges de l'Hospital, tenien més dret sobre els esmentats castells. Oïdes totes dues parts, el rei Jaume I sentencià que l'Hospital acceptés que la possessió d'aquests castells i dels altres béns que van pertànyer a Guillem de la Guàrdia i a l'altra filla, fossin de Marquesa i Guerava. No es van pronunciar pel que fa a la qüestió de la propietat, sobre la qual es reservava de decidir en els quaranta dies següents al de la presa de possessió dels castells per l'obra santjoanista.
Un altre nebot, Huguet de Cervelló, els va disputar els drets dels castells de l'Espluga de Francolí, de Conesa i de Rocallaura, que Marquesa i Guerava li van cedir el 14 de febrer de 1254. Uns anys més tard, Guerava revocà i invalidà la donació en considerar que havia estat enganyada pel seu cosí. I el mateix dia va donar a l'Hospital de Jerusalem el castell i la vila de l'Espluga Superior i Inferior, i els castells de Guàrdia Lada, de Passanant, de Belltall, de Rocallaura, de Conesa i de Segura. Un bon joc d'intrigues familiars i interessos creuats.
De tota manera, sembla que a partir dels anys seixanta la comunitat femenina d'Alguaire ja disposava de totes les bases per estar en ple funcionament.

## Protecció papal
El 18 de març de 1262, el papa Urbà IV va expedir des de Viterbo una butlla en la qual prenia sota la seva protecció el monestir. Disposava que s'hi observés la regla de Sant Agustí i li confirmava tots els béns que tenia o pogués tenir en el futur, confirmació que corroboraria també el summe pontífex Climent IV el 21 de desembre de 1265.
La revocació que Guerava havia fet de l'anterior donació al seu cosí Huguet de Cervelló no devia tenir efecte perquè el 30 de novembre de 1266 Marquesa, per remei de la seva ànima, de la del seu espòs i de la seva filla Mateva, va fer una donació importantíssima a l'Hospital: els castells de la Guàrdia Lada, de Cabestany, de Passanant, de Segura de Glorieta, de la Sala, de tot el que havia adquirir de Ponç de Cervera a Passanant i Belltall, dels masos del Vilar i dels feus dels castells i viles de l'Espluga Superior, de Rocallaura i de Conesa, encara que aquests feus els donava només en el cas que Huguet de Cervelló morís sense descendència legítima, la qual cosa sembla indicar que aquesta encara gaudia dels béns donats primer i revocats després per la seva cosina Guerava.
Marquesa va completar la donació amb la de tots els altres béns que van pertànyer al seu marit o a les filles i va prometre no revocar-la mai. A canvi, hauria de rebre durant tota la vida cent morabatins anuals pel castell i terme de l'Espluga, quantitat que ja rebia des de 1261. A més a més, cal dir que en l'acte de donació va percebre cent morabatins i dos-cents cinquanta més en tres terminis.
El setembre de 1261 Guerava havia renovat a l'orde hospitaler la donació que li havia fet dels castells, viles, honors, possessions i drets que tenia per successió paterna i al mateix temps ordenava als seus cavallers i homes que prestessin homenatge i obediència al mestre de l'Hospital.
La generositat de Marquesa respecte del seu orde es tronà a manifestar el dia 11 de gener de 1269 amb una altra important donació que afectaria més directament al monestir d'Alguaire.
Marquesa de Cervera també va impulsar la restauració de l'antiga església de Santa Maria (als afores d'Alguaire) que aleshores es dedicaria a la Mare de Déu del Merli.

## Necessitats d'indumentària
Aquell de 11 de gener de 1269, tot presentant-se també com a vídua de Guillem de Guàrdia «bone memorie i habentes Deum preo culis», renovà la seva donació a la casa d'Alguaire, en especial per atendre les necessitats del vestir de les monges, del castell i vila de Gatmullat amb els seus habitants, possessions, drets i serveis, tal com l'havia adquirit d'Hug de Cervià.
Pel que fa al vestit, podem imaginar l'aspecte superb de les comanadores hospitaleres amb la seva túnica vermella, símbol inequívoc de riquesa, ja que el tint vermell era el més costós i difícil d'aconseguir.
Aquesta donació tindria efecte a la seva mort amb la condició que els cinc anys posteriors a l'òbit es destinessin tots els beneficis al pagament dels seus deutes i a la reparació de les injúries, segons trobarien disposat en el seu testament, i que mentre visqués, tingués el castell i la comanda d'Alguaire. Van rebre la donació la seva filla. La priora Guerava, i la resta de la comunitat constituïda per les monges: Agnès de Queralt, Elisabet Jorba, Sibilla d'Oluja, Marquesa de Rajadell i Ermessenad d'Ofegat; també hi va ser present fra Guillem d'Aresta. Completava així la cessió del seu patrimoni i part del seu espòs a l'orde d'Orde de Sant Joan.
Devia morir el dia 1 de maig de 1269 o de 1270.